# Alejandro Travaglini
Alejandro "Chiquito" Travaglini (San Isidro, Provincia de Buenos Aires, 22 de junio de 1947) es un exjugador argentino de rugby que se lució en su puesto de centro en el Club Atlético San Isidro (CASI) y en el Seleccionado Argentino de Rugby, Los Pumas. Antes de dedicarse al rugby fue un gran atleta, baloncestista, tenista y futbolista. 

## Carrera
Debutó en Los Pumas a los 20 años, el domingo 27 de septiembre de 1967, contra el seleccionado uruguayo durante el Campeonato Sudamericano de Rugby con victoria argentina 38-6. Pero su primer gran test fue ante Gales un 14 de septiembre de 1968 (el primer partido televisado en directo para Argentina). Precisamente contra el equipo galés es que el seleccionado argentino jugó en forma excepcional en el test match del año 1976, pero no pudo derrotar a uno de los mejores equipos de esa década. Ese fue el recordado partido en el que "Chiquito" cometió un tackle alto sobre J.P.R. Williams que derivó en aquel penal desde mitad de cancha de Phil Bennett.
Se retiró del plantel nacional el sábado 6 de noviembre de 1976, jugando contra los All Blacks (6-26). En su carrera con el equipo nacional jugó 27 test-matches frente a Brasil, Chile, Uruguay, Paraguay, Escocia, Francia, Gales, Gazelles, Irlanda, Nueva Zelanda, Oxford-Cambridge y Rumania; apoyó 10 tries y logró 36 puntos. Además, en abril de 1977 fue invitado junto al apertura sudafricano, Gerald Bosch, a jugar en la conmemoración de los 100 años del club Hamilton de Nueva Zelanda. Y en agosto de ese mismo año se convirtió en el primer argentino en ser invitado a jugar en el combinado de Resto del Mundo frente a los Springboks en la re inauguración del estadio Loftus Versfeld de Pretoria. Ese partido en Sudáfrica sería el último de su carrera.
En el CASI, fueron reconocidos sus duelos en el centro de la cancha con Arturo "Trompa" Rodríguez Jurado, jugador del San Isidro Club (SIC) y clásico rival. 
Además de un inolvidable jugador y capitán del primer equipo, fue entrenador, Presidente de la Subcomisión de Rugby y Vicepresidente de la Institución. 
Durante 45 años fue dueño de una inmobiliaria de San Isidro que lleva su apellido como nombre, de la que se retiró en el año 2016.

## Premios
En 1971 fue premiado con el Olimpia de Plata
En el 2006 el Senado de la Nación le otorgó el premio Delfo Cabrera, que reconoce a exdeportistas que hoy son referentes en cada una de sus disciplinas.